# Wienerberger
 (décembre 2014).
 (février 2012).
Si vous disposez d'ouvrages ou d'articles de référence ou si vous connaissez des sites web de qualité traitant du thème abordé ici, merci de compléter l'article en donnant les références utiles à sa vérifiabilité et en les liant à la section « Notes et références ».
Wienerberger est une entreprise autrichienne spécialisée dans la fabrication de briques, tuiles et bardages. Elle est présente dans 30 pays à travers le monde avec 197 usines en 2017.

## Historique

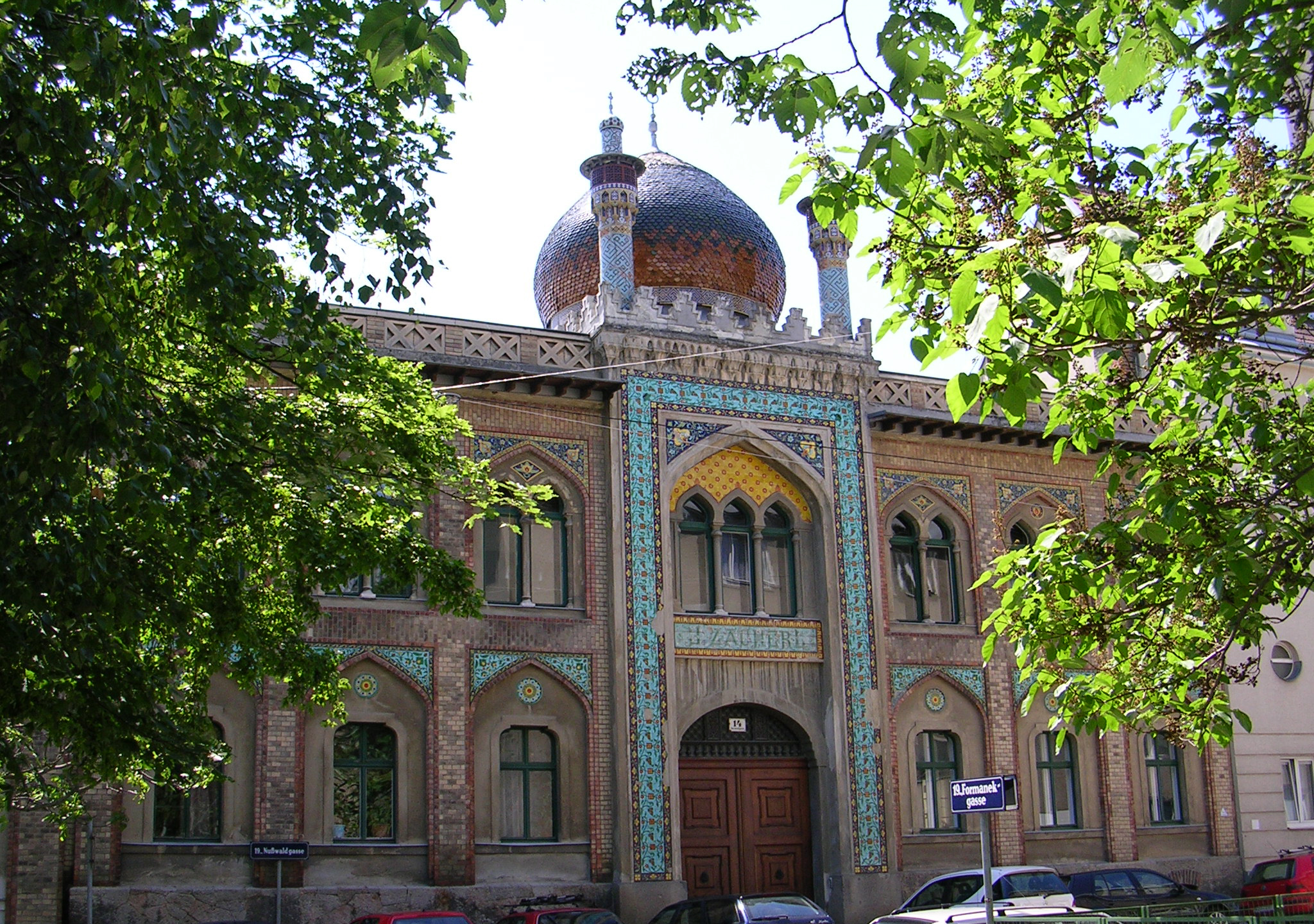
Wienerberger a fourni les carreaux de céramique utilisés pour revêtir la façade et le dôme du toit du Zacherlfabrik, bâtiment industriel néo-mauresque de Vienne construit entre 1888 et 1892.

Fondé par Alois Miesbach en 1819 à Vienne, Wienerberger est coté à la Bourse de Vienne depuis 1869.
En 1945, après la Seconde Guerre mondiale, une grande partie des sites de production de Vienne a été détruite par des bombardements. L’essor du secteur du bâtiment et des besoins de reconstruction contribue à la hausse de la production des matériaux de construction.
L’entreprise Wienerberger a lancé son implantation en France en 1995 avec le rachat du groupe alsacien Sturm. L’expansion du groupe Wienerberger s’est poursuivie en 1996 avec la reprise de Terca, leader de la brique apparente au Benelux, puis en 1999 avec l’acquisition du groupe français Migeon Briques. Par la suite, une briqueterie a été construite en 2003 à Pont-De-Vaux (Ain) et l’entreprise Koramic (fabrication de Tuiles) a été acquise par le groupe en 2004.
Le groupe poursuit son implantation en France avec la reconversion en 2005 du site d'Angervilliers (91) et en 2009 du site d’Hulluch (62) en usine de fabrication briques de structure et l’implantation en 2010 d’une usine à Durtal (49). En France, Wienerberger est présente avec plusieurs marques telles que Koramic, Terca, Porotherm, Argeton, Aléonard ou encore Argemax.
En 2024 est conclu le rachat de Terreal-Creaton, intégrant au groupe 28 sites de production et 3 000 salariés,.

## Activités
- Fabrication de briques de structure en terre cuite[4]
- Fabrication de briques apparentes en terre cuite (pavage et façade)
- Fabrication de pavage en béton et en terre cuite
- Fabrication de tuiles en terre cuite et de tuiles photovoltaïques
- Fabrication de systèmes de tubes et de raccords plastiques (avec l’acquisition de l’entreprise Solvay)
- Fabrication de bardage terre cuite

## Wienerberger en France
Le siège de la filiale française se situe à Achenheim près de Strasbourg et compte en France 8 sites de production avec 749 salariés.
Wienerberger est présent en France avec 9 usines :
- Achenheim - Alsace,
- Angervilliers - Essonne, dépôt depuis juillet 2010 et non usine,
- Betschdorf - Alsace,
- Durtal - Maine-et-Loire,
- Flines-lez-Raches - Nord,
- Hulluch - Pas-de-Calais, dépôt depuis 2012 et non usine,
- Lantenne-Vertière - Doubs, avec la présence du laboratoire qualité central,
- Pont-de-Vaux - Ain,
- Pontigny - Yonne,
- Seltz - Alsace.